# Eumerus compactus
Eumerus compactus är en tvåvingeart som beskrevs av Doesburg 1966. Eumerus compactus ingår i släktet månblomflugor, och familjen blomflugor. Inga underarter finns listade i Catalogue of Life.